# Asociace turistických informačních center České republiky
Asociace turistických informačních center České republiky je organizací sdružující turistická informační centra. Byla založena jako Asociace turistických informačních středisek České republiky A.T.I.S. ČR dne 9. listopadu 1994. Ustavující členské fórum se konalo dne 4. října 1994 v Praze.
Od 3. listopadu 1997 existuje pod názvem Asociace turistických informačních center České republiky (A.T.I.C. ČR).

## Historie

### Založení asociace
Založení asociace bylo inspirováno projektem Národní informační a rezervační systém turistiky pod Ministerstvem hospodářství v prosinci roku 1993. Projekt nakonec nebyl realizován. Nahromaděná invence a zpracované podklady posléze vedly k vytvoření Regionálního informačního systému (RIS), který pro asociaci dodávala firma Ecodate. 
Asociace si tehdy vytyčila cíl stát se centrem celorepublikové informační sítě v rámci cestovního ruchu a tím přispět k lepší informovanosti českých i zahraničních turistů a také podnikatelských subjektů. Snahou bylo vytvořit software, který by byl pro všechna turistická informační střediska zajímavý, ekonomicky únosný, přehledný a efektivní.

### Počátky činnosti
V počátcích po založení asociace bylo značné úsilí věnováno tomu, aby se asociace co nejrychleji dostala do povědomí turistických informačních středisek, státních institucí a subjektů, které mají co do činění s cestovním ruchem. Dalšími cíli bylo navázat kontakty s obdobnými organizacemi v zahraničí, iniciovat úpravy legistativy v oblasti cestovního ruchu, vytvořit systém monitorování a sběru dat dle kategorizace informačních středisek, provádět školení pracovníků informačních středisek a vydávat informační bulletiny. Cíle se nedařilo naplňovat,[zdroj?] zastavilo se zvyšování členské základny a v letech 1998–1999 začali někteří členové asociaci opouštět. Na přelomu let 1995 až 1996 došlo navíc ke sporům o ochrannou známku A.T.I.S. s A.T.I.S. Bruntál, která vedla ke změně názvu na dnešní A.T.I.S. ČR.
V letech 1999 – 2002 probíhala stabilizace pravidel fungování asociace a členské základny, v tomto období začal vzrůstat počet členů.[zdroj?] Počet členů rady asociace byl v souvislosti s ustanovením krajů v roce 2002 zvýšen na 14, kdy každý kraj získal do rady jednoho zástupce. V roce 1999 začala A.T.I.C. ČR vydávat tištěný Zpravodaj, který byl ukončen při 5. ročníku v roce 2004. Dva roky poté byl nahrazen elektronickým bulletinem „Zpravodaj A.T.I.C. ČR“. Roku 1999 byla vydána po vzoru Slovenska (AICES) první tištěná mapka ČR s vyznačením členských Turistických informačních center, začala se diskutovat prezentace asociace na internetu a metodické příručky. Rada odsouhlasila také změnu přijímání nových členů a statut čekatele. Roku 1999 uzavřela asociace smlouvu o spolupráci s asociací Turistických informačních center na Slovensku (AICES) a následného roku uskutečnila zájezd pracovníků TIC na Slovensko. V letech 2000–2002 fungovala v radě tzv. ediční sekce, která udržovala kontakty s několika vydavateli map. Pro radu asociace se vztahy mezi zástupcem ediční sekce a vydavateli stávaly stále více nečitelné a pro A.T.I.C. ČR méně výhodné,[zdroj?] proto byla činnost sekce ukončena přenesením spolupráce s vydavateli map na sekretariát. V roce 2001 se zájemci z řad členů asociace zúčastnili pod hlavičkou A.T.I.C. ČR veletrhu cestovního ruchu Holiday World v Praze.

### Činnost v letech 2003-2009
CzechTourism v roce 2003 zavedl prvních několik požadavků na turistická informační centra z důvodu odlišení skutečných center od těch, které zneužívají jejich symbol. V letech 2002–2006 se zintenzivnilo jednání se státními institucemi a vytvořila přesnější pravidla pro činnost center. V roce 2003 asociace vydala „Adresář informačních center A.T.I.C. ČR“, v dosud nejpočetnějším[zdroj?] nákladu 50 000 ks. Na rozdíl od předchozích let se již materiál neprodával a byl distribuován návštěvníkům prostřednictvím turistických informačních center zdarma. V roce 2004 získala asociace grant na vydání brožury „Turistická informační centra“ v rozsahu 100 stran, kde se prezentovalo 200 informačních center a 200 nezajímavějších pamětihodností ČR. Novinkou v roce 2005 byla brožura „Abeceda turistického informačního centra“, která popisuje, jak by mělo správně turistické informační centrum fungovat, včetně uvedení zdrojů informací, vybavení kanceláře, požadavků na aktualizaci informací, rozpočtu centra apod. V témže roce padlo rozhodnutí certifikovat činnost ATIC ČR podle normy ISO a od roku 2006 je tedy činnost asociace certifikována dle ISO 9001:2001. V roce 2006 byla opětovně vydána brožura „Abeceda turistického informačního centra“.
V letech 2006 – 2008 byl realizován projekt třísemestrálního vzdělávání pracovníků center, financovaný z Evropského sociálního fondu s výsledkem 108 proškolených pracovníků.[zdroj?] V rámci vzdělávacího projektu byly vydány první učební texty pro pracovníky center s názvem „Informační centrum – provoz a služby v kontextu EU“. Od roku 2009 pokračuje vzdělávání pracovníků center již z vlastních prostředků v jednotlivých krajích ČR.
A.T.I.C. ČR v roce 2008 vstoupila do Kolegia cestovního ruchu ČR, vydala opětovně Adresář informačních center A.T.I.C. ČR a distribuovala jej na všechna členská centra. V roce 2009 byl Českou Televizí natočen a odvysílán vzdělávací film o informačních centrech v rámci seriálu Služby v našich službách. Začala se také diskutovat aktualizace kategorizace center v ČR v souvislosti s průzkumy činností center v letech 2008 a 2009. Tyto průzkumy byly poprvé realizovány prostřednictvím elektronického dotazníku na webu asociace na rozdíl od roku 2004, kdy byl průzkum realizován vyplněním dotazníku a zasláním prostřednictvím e-mailu. V roce 2009 vyšlo 3. aktualizované vydání Adresáře informačních center A.T.I.C. ČR. Novinkou roku 2009 bylo vytvoření soutěže popularity a oblíbenosti TIC „Informační centrum roku“. Partnerem soutěže se staly deníky Bohemia, na jejichž webu se posílají hlasy oblíbeným TIC. Soutěž byla v dalších letech rozšířena o mystery shopping v informačních centrech umístěných na předních místech.

### Činnost v letech 2010-2013
V roce 2010 se asociace podílela na rozsáhlém hodnocení českých turistických informačních center a jejich služeb v kontextu evropských informačních center. Při hodnocení na škále známek od 1 (nejlepší) do 5 (nejhorší) se výsledek pohyboval v různých výstupech hodnot mezi 1,1 až 1,5.[zdroj?] Další projekt, který A.T.I.C. chtěla financovat z programu Ministerstva pro místní rozvoj za pomoci fondů EU, byl zaměřený na vytvoření aplikace do mobilních telefonů. Aplikace by mohla být stahována v turistických informačních centrech a měla umožnit získání přehledných informací o turistické nabídce v daných oblastech. Projekt asociace byl nejdříve ministerstvem schválen a poté zrušen.[zdroj?] Asociace se v tomto roce zapojila jako partner také do projektu agentury CzechTourism zaměřeného na monitoring návštěvnosti. Turistická informační centra získala software, pomocí něhož monitorují počet návštěvníků domácích a zahraničních, případně další údaje dle vlastního uvážení. Data z celé ČR sbírá CzechTourism, který je průběžně zveřejňuje a poskytuje veřejnosti. V říjnu 2010 dosáhla asociace aktualizace katalogu prací, kdy se do katalogu prací dostal popis práce pracovníka turistického informačního centra. To později pomohlo mnohým pracovníků informačních center v jejich adekvátnějšímu platovému ohodnocení a zařazení do vyšší platové třídy.[zdroj?] V dubnu roku 2011 byla přijata nová kategorizace a certifikace turistických informačních center. Bylo upraveno spektrum kategorií na 3 skupiny A, B a C, zahrnující podrobnější a přesnější požadavky na služby infocenter a byly zahájeny pravidelné kontroly všech členských infocenter. Počtvrté byl vydán Adresář informačních center A.T.I.C. ČR v nákladu 30 000 ks.
V roce 2012 byl sjednocen vizuálního styl asociace a představeno nové logo. Byly upraveny a modernizovány webové stránky, včetně cizojazyčných mutací. Na podzim byla podepsána dohoda s agenturou CzechTourism na sjednocení certifikace turistických informačních center. Dohoda se odrazila v zavedení společného systému Jednotné klasifikace turistických informačních center ČR od dubna 2013. Asociace se podílela v roce 2012 na stanovení kvalifikace pracovníka a vedoucího turistického informačního centra v rámci národního systému profesí a kvalifikací a dále vytvořila požadavky na znalosti a komunikaci pracovníka infocentra s klienty a zapojila se do pilotního projektu utajených kontrol infocenter (mystery shopping).
Výsledkem dlouholetých jednání s Ministerstvem pro místní rozvoj byla realizace jednotné klasifikace turistických informačních center v Česku v roce 2013. Jako již řadu let předtím proběhly v tomto roce vzdělávací semináře pro pracovníky infocenter v krajích ČR, prezentace v odborných časopisech, soutěž Informační centrum 2013, soutěž o nejhezčí pohlednici roku 2013, poprvé byly vydány členům členské listy, byla uskutečněna dvě členská fóra a odborný zájezd do Vyššího Brodu. Sekretariát prošel certifikací dle ISO 9001:2008, proběhly kontroly více než 200 členských TIC a mystery shopping zájemců z řad certifikovaných TIC. V závěru roku byla zahájena příprava oslav výročí 20 let ATIC. Po pěti letech proběhl 3. základní dotazníkový průzkum. 

## Standardizace a kategorizace
Zavedením standardizace a kategorizace na 2. jednání členského fóra v říjnu 1995 se asociace snažila posílit důvěryhodnost veřejnosti k činnosti turistických informačních středisek. Každý stupeň kategorizace měl své nároky na otvírací dobu, rozsah informací a jazykovou vybavenost pracovníků a požadoval splnění minimálního standardu služeb. Již v letech 1998–1999 začaly probíhat jednání mezi asociací a Českou centrálou cestovního ruchu (ČCCR) o vytvoření jednotné certifikace v rámci České republiky. V letech 2002–2003 si ČCCR vytvořila vlastní jednodušší certifikaci bez kategorizace. Ta se během 10 let rozrostla na systém požadavků mnohem početnějších, než kategorizace A.T.I.C. ČR.[zdroj?]
Do roku 1999 byli noví členové přijímáni automaticky po podání přihlášky a úhradě ročního členského poplatku. V dalších letech došlo k úpravě v tom smyslu, že nový člen asociace se stával čekatelem a před přijetím do asociace musel být zkontrolován pověřenou osobou.
Kategorizace A.T.I.C. ČR z roku 1994 byla ukončena na členském fóru v Holešově 14. dubna 2011 přijetím nové Klasifikace a certifikace turistických informačních center A.T.I.C. ČR. Ta byla ukončena 25. dubna 2013 na členském fóru ve Frýdku-Místku přijetím Jednotné klasifikace turistických informačních center ČR.

## Jednotná informační síť asociace
Asociace na přelomu let 1995 a 1996 přišla s představou vybudovat jednotný informační systém pro všechny členy. Realizace byla svěřena firmě ECOdate z Kadaně.[zdroj?] Systém zabezpečoval sběr a přenos dat mezi jednotlivými informačními centry – z infocenter v oblasti do regionálního centra, které informace sbíralo, ukládalo do centrály v Praze a odtud zase mohly být informace získávány v koncových infocentrech. Tím byl omezeně zajišťován přístup infocenter k datům z jiných regionů ČR. Problémové bylo, že ne všechna infocentra data pravidelně obnovovala, zejména ta, která měla navíc svoji vlastní databázi. Aktivně projekt fungoval do roku 1999, oficiálně byl ukončen v roce 2006, kdy již řadu let nebyl využíván, protože jej nahradil internet.

## Presidenti asociace
- Zlatko Voráček, Hořice: 12. 12. 1994 – 31. 12. 1995
- Ing. Jiří Pavlík, Praha: 12. 1. 1996 – 23. 3. 1999
- Miroslav Foltýn, Klášterec nad Ohří: 17. 5. 1999 – 17. 10. 2013
- Pavel Hlaváč, Milovice: 17. 10. 2013 - 31.12.2019
- Jitka Lučanová, Olomouc: 19.11.2020 - 13.10.2022
- Petr Slepička, Praha: od 13.10.2022